# Йотвата
Йотва́та (ивр. יָטְבָתָה‎) — израильский кибуц, расположенный в пустыне Арава (юг Негева) на шоссе номер 90, идущем вдоль Иорданской долины. Недалеко от киббуца расположены древние медные прииски долины Тимна.

## История
Йотвата была основана в 1951 году как военизированное поселение бригады Нахаль. В 1957 году тут был основан первый киббуц в районе пустыни Арава. Киббуц Йотвата получил своё название в честь израильского стана, располагавшегося в этих местах и упомянутого в Торе.

## Население
По данным Центрального статистического бюро Израиля, население на начало 2020 года составляло 717 человек.

## Виды деятельности
Основатели киббуца решили заняться молочным животноводством и поставлять молоко в расположенный неподалёку Эйлат, население которого быстро росло. Однако разведение молочных коров в пустыне казалось практически невозможной задачей. В 1962 году в Йотвате была основана молочная ферма, изначально на четыре коровы. Сперва киббуц безуспешно пытался получить финансирование от Еврейского агентства, затем ему удалось добиться выделения средств от израильского министерства торговли и промышленности. В первый год работы молочная ферма произвела 500 тысяч литров молока. К 2008 году ферма производит 62 млн литров молока и контролирует 63 % рынка свежего молока Израиля (годовой доход составляет около 100 млн долларов) и 49 % рынка витаминизированного молока (годовой доход 50 млн долларов). Молочная ферма киббуца содержит 700 коров, на ней работают 130 работников, молочные фермы соседних киббуцев Яахель, Лотан и Кетура так же поставляют молоко для молокозавода в Йотвате.

## Достопримечательности
В Йотвате расположен природный заповедник Хай-Бар Йотвата, который был основан с целью разведения и выпуска в природу вымирающих и исчезающих видов животных, как упомянутых в Библии, так и прочих. Парк состоит из трёх частей — огороженной территории большой площади для травоядных животных, центра хищников и павильона, где представлены ночные обитатели пустыни в условиях активности (искусственно созданы условия ночи). Посетители могут совершить тур на собственной машине по парку, где свободно пасутся библейские травоядные животные и страусы.
К юго западу от киббуца расположена римская крепость времён императора Диоклетиана. Эта одна из приграничных негевских крепостей, построенная с целью защитить торговые пути от арабских кочевников.